# Mejrabpomfilm
Ne doit pas être confondu avec Mezhrabpom-Rus.
Mejrabpomfilm (russe : Межрабпомфильм) est le nom porté par la société de production et de distribution de films moscovite studio Gorki entre 1928 et 1936.

## Le nom de la société
Mejrabpom est l'acronyme de Международная рабочая помощь, en français Secours ouvrier international.

## Filmographie
- 1928 : Salamander de Grigori Rochal